# Hospitium
Als Hospitium (lateinisch für „Gastfreundschaft, Gasthaus, Herberge“, zu hospes „Gast“; Plural Hospitia, Hospitien) wurde im Mittelalter die rechtlich festgelegte kostenlose Beherbergung bestimmter Personen bezeichnet. Auch Herbergen für arme Reisende und Pilger wurden so genannt.

## Herkunft des Begriffs
In der Antike war hospitium ein allgemeiner Ausdruck für ein Gebäude, das dem Reisenden oder Fremden zeitweilig Bewirtung und Obdach bietet, sei es das Haus eines Freundes, ein Gasthaus oder eine Mietwohnung. Das Wort kommt bei Cicero in den Orationes Philippicae (XII, 9) und im Werk De Senectute (23) vor, außerdem bei Livius (V, 28). Hospitien wurden an den großen Fernstraßen der Römer (beispielsweise an der Via Appia) in regelmäßigen Abständen angelegt, in den befestigten Siedlungen an den Römerstraßen fanden sich diese ebenfalls.
In der Antike konnte als Hospitium auch die Wohnung eines Soldaten bezeichnet werden, der bei einem Privatmann einquartiert ist (Sueton, Tiberius 37).

## Bedeutung im Mittelalter
Im Mittelalter wandelte sich der Begriff zu einem Ausdruck für das Herbergsrecht, also das Recht des Machthabers und seiner Beamten auf Unterkunft und Verpflegung durch seine Untertanen auf Reisen in seinem Machtbereich.
Außerdem wurde im Mittelalter die Pflicht der Klöster, den Bischof auf seinen Visitationsreisen zu beherbergen, als Hospitium oder procuratio canonica bezeichnet. 
Die Krankenabteilung der Klöster, die teilweise auch den Bewohnern der Umgebung zur Verfügung stand, wurde ebenfalls im Mittelalter Hospitium (in kleinerer Ausführung auch Hospitiolum) genannt. Von dieser Bedeutung leitet sich über hospitalis („gastfreundlich“) der Begriff Hospital ab. Daneben ist der Begriff xenodochium (von altgriechisch ξενοδοχεῖον xenodocheion „Herberge“, „Fremdenspital“) gebräuchlich.
Auch eine erste kleine, noch unselbständige Niederlassung des Franziskanerordens in einer Stadt konnte Hospiz genannt werden; wenn sich das Kloster verstetigte und vergrößerte, entstand daraus ein selbständiger Konvent.

## Heutige Verwendung
Im Wort Hospiz hat der Begriff unter gewandelter Bedeutung in die gegenwärtige Kultur Einzug gehalten.